# Caro John
Caro John (Dear John) è una serie televisiva statunitense andata in onda tra il 1988 e il 1992 sul canale NBC. In Italia è stata trasmessa su Italia 1 a partire dal 6 ottobre 1989 in seconda serata.
Il protagonista è Judd Hirsch, coadiuvato, nel cast, da Jere Burns, Jane Carr e Isabella Hoffman.

## Trama
Si tratta della storia di John Lacey, americano della Middle Class, colpito da depressione dopo che la moglie ha deciso di lasciarlo, per di più andandosene col suo migliore amico. Lacey allora, per superare i primi periodi difficili, inizia a frequentare una associazione per soli single, il club One Two One.

## Episodi
| Stagione         | Episodi | Prima TV USA | Prima TV Italia |
| ---------------- | ------- | ------------ | --------------- |
| Prima stagione   | 22      | 1988-1989    |                 |
| Seconda stagione | 24      | 1989-1990    |                 |
| Terza stagione   | 22      | 1990-1991    |                 |
| Quarta stagione  | 22      | 1991-1992    |                 |